# Cyclocoelum mutabile
Cyclocoelum mutabile är en plattmaskart. Cyclocoelum mutabile ingår i släktet Cyclocoelum och familjen Cyclocoelidae. Inga underarter finns listade i Catalogue of Life.